# Reichsverband bildender Künstler Deutschlands
Der Reichsverband bildender Künstler Deutschlands (RV / RVbK)
war ein Berufsverband für Bildende Künstler in der Weimarer Republik, der von 1927 bis zu seiner Auflösung 1933 existierte. Er war die Nachfolgeorganisation für den Reichswirtschaftsverband bildender Künstler Deutschlands (RWV/RWVbK/WVbK), der von 1921 bis 1927 existierte.

## Geschichte
Mit der Allgemeinen Deutschen Kunstgenossenschaft wurde 1856 der erste nationale Zusammenschluss regionaler Künstlervereine gegründet. Die Deutsche Kunstgenossenschaft organisierte Ausstellungen, unterstützte Künstler in finanziellen Schwierigkeiten und war an der Erstellung der gesetzlichen Grundlagen für das erste deutsche Urheberrecht von 1876 beteiligt. Nach 1900 entstanden teils durch Abspaltungen zahlreiche Künstlervereine, es gab aber keine einheitliche Vertretung der Künstler.
Zur Verbesserung der wirtschaftlichen Rahmenbedingungen der künstlerischen Arbeit in Deutschland waren seit 1913 vielerorts Wirtschaftliche Verbände entstanden. Diese schlossen sich 1921 zum Reichswirtschaftsverband bildender Künstler Deutschlands zusammen. 1927 erfolgte die Umbenennung in Reichsverband bildender Künstler Deutschlands (RVbK). Grund war die Erkenntnis, dass die Trennung wirtschaftlicher Interessen von den anderen Belangen der Künstlerschaft nicht durchführbar war. Zur wirtschaftlichen Sicherung seiner Mitglieder hatte der Verband eine Wettbewerbsordnung.
Ende der 1920er Jahre zählte der Verband rund 9.000 Mitglieder, darunter zählten zum Gau Hannover rund 300 Mitglieder. In Berlin betrieb der Verband Unter den Linden und in der Brüderstraße zwei Künstlerläden, zu deren Geschäftsführern Kurt Verch gehörte.
Am 30. Januar 1933, dem Tag der Machtübergabe an Adolf Hitler, wurde der Maler, Kunstkritiker, Kunstvermittler, Kunstlehrer, Publizist und Politiker Otto Nagel zum Vorsitzenden des Reichsverbandes gewählt. Seine Wahl wurde einen Tag später von den Nationalsozialisten annulliert. Am 1. November 1933 löste sich der Reichsverband bildender Künstler Deutschlands im neugegründeten Reichskartell der bildenden Künste auf. Die Errichtung des Reichskartells war in der Frühzeit des Nationalsozialismus nur eine Zwischenstufe der Gleichschaltung im kulturellen Bereich. An die Stelle der Interessenvertretung trat mit dem Erlass des Reichskulturkammergesetzes im September 1933 die von den Nationalsozialisten geschaffene Reichskammer der bildenden Künste. Die Mitgliedschaft in der Reichskammer der bildenden Künste wurde für die Künstler zur Voraussetzung der Berufsausübung. Mit dieser Einrichtung war ein wichtiges Instrument zur Durchsetzung der Ziele der NS-Politik hinsichtlich einer sogenannten Deutschen Kunst geschaffen.
Nach 1945 entstanden in den Ländern der Bundesrepublik Deutschland neue Gruppierungen. Im Oktober 1945 wurde der Bund bildender Künstler Nordwest-Deutschlands in Hannover gegründet und hatte ein Jahr später schon acht Zweigverbände. In der Sowjetischen Besatzungszone wurde 1948 die Wettbewerbsordnung des Reichsverbands bildender Künstler wieder in Kraft gesetzt. Auf Bundesebene begann der Bundesverband Bildender Künstlerinnen und Künstler seine Arbeit mit dem Frankfurter Kunstkongress von 1971. Die Bundesgeschäftsstelle befindet sich in Bonn.